# 吉澤閑也
吉澤閑也（日语：／ Yoshizawa Shizuya，1995年8月10日—）是日本神奈川縣出身的偶像、歌手、演員，隸屬於星達拓娛樂，為旗下團體 Travis Japan 的成員之一，血型 A 型。

## 簡歷
- 從小熱愛籃球，曾經夢想成為 NBA 選手，高中時還自己創立了籃球社[1]
- 2009年4月19日加入傑尼斯事務所，2012年成為 Travis Japan 成員，負責了許多團體歌曲的舞蹈編排
- 2021年以副聲道嘉賓的身份參與 B 聯賽橫濱海盜對宇都宮 Brex 的比賽中直播，並不定期在籃球專題節目「熱血籃球」中登場，訪問現役選手和球隊，成為小中高校籃球部學生的橋樑。
- 2022年3月下旬，與成員們一同前往美國洛杉磯留學。同年7月19日，由於雙腿小腿疲勞性骨折惡化並引發腱鞘炎，再加上適應障礙，宣布暫停活動，隨後於8月13日恢復活動。
- 2022年所屬團體 Travis Japan 與美國 Capitol Records 簽約，於10月28日以數位單曲《JUST DANCE!》出道

## 演出經歷
僅列出個人演出，組合相關的演出請參考 Travis Japan。

### 電視劇
- 哥哥扭蛋（2015年1月11日 - 3月29日、日本電視台）- 少年B [2]
- 小荳荳！第47集（2017年12月5日、朝日電視台）- 傑尼斯組合（初代）[3]
- 帶你到地獄的盡頭（2025年1月14日 - 3月25日、TBS） - 飯田ゆうき[4]
- 本能開關 第4集・第6集（2025年2月1日・15日、朝日電視台）- Travis Japan[5]

### 網路劇
- 我們陷入戀愛的理由 Another Story（2024年11月2日、TELASA）- 五十嵐

### 舞台劇
- Johnny's Dome Theatre 〜SUMMARY〜（2012年9月8日 - 9日、東京巨蛋城Hall）[6]
- もしも塾（2019年4月5日 - 7日、東京環球劇場）[7]
- ダブリンの鐘つきカビ人間（2024年7月3日 - 10日、東京國際論壇 / 7月20日 - 29日、COOL JAPAN PARK OSAKA WWホール）- 聡（與七五三掛龍也雙主演）[8]

### 綜藝節目
- Johnny's Jr. Land（2012年4月 - 、BS Sky PerfecTV!）[9][10]

- Remote Chef（2024年4月21日 - 、BS 富士）- 主持人

### 體育節目
- 星期三籃球！B 聯賽 LIVE（2021年3月31日・5月26日、BS12）- 副聲道解說
- 熱血籃球（2021年9月27日 - 2022年3月21日、NHK BS1）- 應援隊長

### 廣播
- J-WAVE SPECIAL Tip-off B.LEAGUE（2024年4月29日、J-WAVE）- 主持人